# Siêu thị Thuận Phát

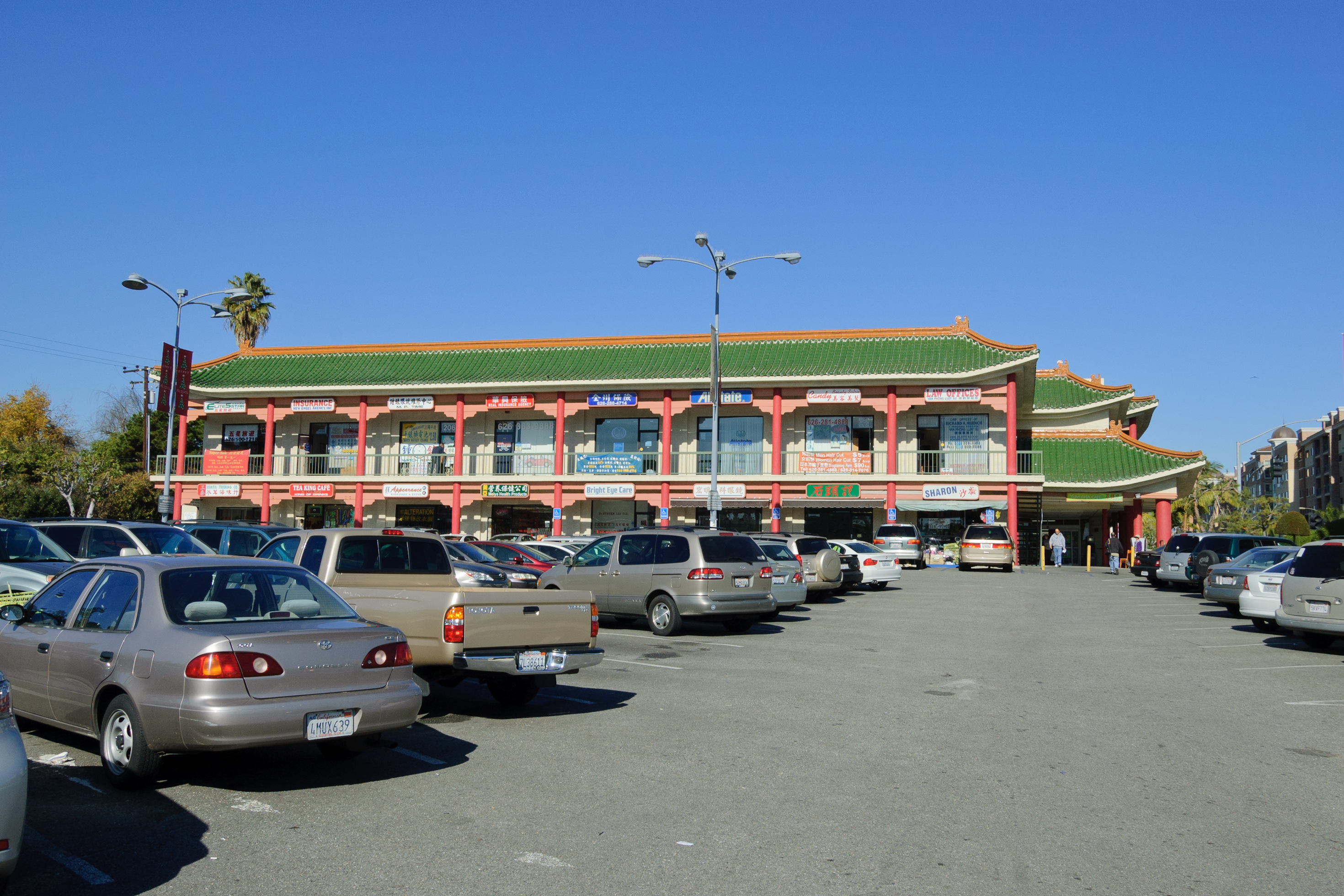
Siêu thị Thuận Phát cũ ở Monterey Park, California.

Siêu thị Thuận Phát (tiếng Anh: Shun Fat Supermarket; giản thể: 顺发超级市场; phồn thể: 順發超級市場; bính âm: Shùnfā Chāojíshìchǎng; còn gọi là Siêu thị SF) là chuỗi siêu thị người Mỹ gốc Hoa gốc Việt ở khu vực Thung lũng San Gabriel ở California, Sacramento, California, San Pablo, California, Las Vegas, Nevada, Portland, Oregon và Garland, Texas.

## Lịch sử
Siêu thị Thuận Phát được một doanh nhân gốc Việt tên Trần Tài Hiếu (陳才孝) thành lập vào giữa thập niên 1990. Cửa hàng đầu tiên của nó được mở tại cộng đồng người Mỹ gốc Hoa ở ngoại ô Monterey Park, California. Bất chấp sự thích thú của báo tiếng Anh, cái tên "Thuận Phát" thực sự có nghĩa là "sự thịnh vượng" trong tiếng Trung.
Chuỗi siêu thị châu Á bán các mặt hàng tạp hóa nhập khẩu từ châu Á - đặc biệt là Trung Quốc đại lục, Hồng Kông, Đài Loan, Nhật Bản, Thái Lan và Việt Nam - cũng như một số thương hiệu chính thống của Mỹ. Các địa điểm của nó có xu hướng ở các khu phố Tàu ngoại ô mới hơn cũng như ở các khu thương mại của người Mỹ gốc Việt đang phát triển.
Chuỗi chợ này cạnh tranh chủ yếu với 99 Ranch Market và Siêu thị Hồng Kông. Giống như hai chuỗi siêu thị này, Siêu thị Thuận Phát thường đóng vai trò là cửa hàng chủ chốt ở một số trung tâm mua sắm và khu thương mại nhỏ ở châu Á, trong một số trường hợp đã được Hiếu Trần cải tạo rộng rãi. Mấy "cửa tiệm lớn" ở Dallas, El Monte, Garden Grove, Las Vegas, San Gabriel và Westminster là những đại siêu thị độc đáo của người Hoa, vì họ bán quần áo, đồ điện tử nhỏ và các sản phẩm khác ngoài hàng tạp hóa, dù các gian hàng này do các nhà cung cấp độc lập nắm quyền điều hành với khoản thanh toán riêng.
Năm 2005, Siêu thị Thuận Phát đã mở một siêu thị rộng 105.000 foot vuông (9.800 m2) tại Little Saigon vùng Westminster, California, gia nhập cộng đồng thương mại siêu thị Việt Nam vốn đầy tính cạnh tranh cao. Tháng 6 năm 2013, Thuận Phát đã khai trương Dallas Superstore, đánh dấu lần mở rộng đầu tiên tại bang Texas. Năm 2017, Thuận Phát đã bán địa điểm Monterey Park và Rowland Heights cho Siêu thị Great Wall.
Tháng 6 năm 2019, siêu thị nổi tiếng châu Á này đã khai trương chi nhánh Oregon đầu tiên tại Quận Jade Đông Nam Portland tọa lạc trên Đại lộ 82 và Đường Foster, trước đây là cửa hàng Fred Meyer. Điều này đánh dấu địa điểm thứ mười lăm của Thuận Phát và là địa điểm đầu tiên ở vùng Tây Bắc nước Mỹ.

## Địa điểm
- California
  - South El Monte - 2650 Rosemead Blvd
  - Garden Grove - 13861 Brookhurst St
  - San Gabriel - 1635 S San Gabriel Blvd
  - San Diego - 6935 Linda Vista Rd
  - Westminster - 15440 Beach Blvd #123
  - Fresno - 4970 E Kings Canyon Rd
  - Sacramento - 4562 Mack Rd
  - Sacramento - 6930 65th St #123
  - Sacramento - 5820 South Land Park Dr
  - Stockton - 8004 West Ln
  - San Pablo - 2368 El Portal Dr
- Nevada
  - Las Vegas - 4801 Spring Mountain Rd
  - Las Vegas - 5115 Spring Mountain Rd
- Oregon
  - Portland - 5323 SE 82nd Ave
- Texas
  - Garland - 3212 Jupiter Rd